# Unterbüchel
Unterbüchel ist ein Ort in Engelskirchen im Oberbergischen Kreis im Regierungsbezirk Köln in Nordrhein-Westfalen (Deutschland) und gehört heute zu Loope.

## Lage und Beschreibung
Der Ort liegt ca. 4,5 km vom Hauptort Engelskirchen und ca. 0,5 km von Loope entfernt. Unterbüchel liegt im Tal der Agger. Nachbarorte sind Loope und Oberschelmerath.

## Geschichte
1413 wurde der Ort das erste Mal urkundlich erwähnt und zwar im „Kämmereiregister für den Fronhof Lindlar“.
Das Haus Nr. 3 steht unter Denkmalschutz und stammt aus dem Jahr 1756.
Der Name Büchel ist eine Flurbezeichnung und bedeutet „Anhöhe, höher gelegene Flur, s.a. Bühel“.
Nach mündlicher Überlieferung wurde der Weiler Büchel ab zirka 1750 mit 5 Häusern gegründet.
Zu allen Häusern gehörten etwa 4 ha Land (davon. 2 ha Wald und 2 ha Wiesen- und Ackerfläche). Das Land war abhängig von der Bodenqualität in je 5 gleichartige Kleinparzellen aufgeteilt (zerstückelt). Dies war für eine landwirtschaftliche Eigenversorgung (zirka 2 Kühe, Kleinvieh und Ackerbau) ausreichend. Die landwirtschaftlichen Kleinbetriebe wurden später als Nebenerwerbsstellen betrieben. Um 1970 wurde der letzte Nebenerwerbsbetrieb aufgegeben. Die bewirtschafteten Flächen wurden an einen landwirtschaftlichen Großbetrieb verkauft oder verpachtet.
Im Jahr 1830 wohnten 41 Einwohner in „Unterst Büchel“, der Weiler wurde als Hof bezeichnet.
Die Trinkwasserversorgung erfolgte zunächst über einen Hofbrunnen, später gründete die Hofgemeinschaft ein in Eigenregie betriebenes Trinkwassernetz.
Aus dieser Zeit stammt auch das Kreuz der Hofgemeinschaft.
Um 1960 wurde Unterbüchel ans öffentliche Trinkwassernetz angeschlossen. Zur gleichen Zeit wurde die Zufahrtsstraße asphaltiert.
Um 2008 wurde Unterbüchel an das öffentliche Abwassernetz (vorher Dreikammergruben mit Verrieselung) angeschlossen.
Im Jahr 2010 bestand Unterbüchel aus 9 Häusern. Die 5 Gründungshäuser aus 1750 sind noch vorhanden und renoviert, davon wurde eines nach einem Brand um 1920 neu aufgebaut.